# Неффати, Али
Али Неффати, Ниффати (араб. الى نيفاتى ‎, фр. Ali Neffati, 22 января 1895, Тунис — 19 апреля 1974, Париж) — тунисский шоссейный велогонщик. Был первым велогонщиком из Африки, который принял участие в Тур де Франс.
Его часто считают самым успешным из тунисских велогонщиков, хотя некоторые утверждают, что Джилани Бен Отман был самым талантливым..

## Карьера
Спортивную карьеру Али Ниффати начал в своей родной стране и трижды становился чемпионом Туниса на треке. В 1913 году в индивидуальной гонке преследования и спринте, а в 1914 году в гонке за лидером. Был профессиональным велогонщиком с 1913 по 1930 год; за это время он выступал за команды всего два года.
В 1913 году принял приглашение принять участие на Тур де Франс, когда французский велогонщик Анри Пелиссье привёз Неффати во Францию. 7 июня 1913 года оседлые тунисские спортсмены (боксеры, бегуны, борцы и фехтовальщики) объединились с ним и организовали в Париже гала-концерт на велодроме «Дворец конькобежного спорта», вырученные средства от которого позволили Неффати принять участие в Туре и купить подходящее снаряжение.
На Тур де Франс 1913 года он был самым молодым гонщиком (в возрасте 18 лет), принявшим участие в Большой петле. А также привлёк внимание феской, в которой выступал вместо традиционной кепки до такой степени, что стал любимцем пелотона. Когда организатор Тура Анри Дегранж увидел его в феске, он подъехал к нему на своей машине и спросил, всё ли в порядке, на что Неффати ответил: «О, мсье Дегранж, я мёрзну». Говорят, Дегранж не был уверен, что это было задумано как шутка. Неффати не удалось закончить гонку, так как на четвёртом этапе ему не удалось финишировать.
Через год он снова принял участие на Тур де Франс 1914, но вынужден был сойти на восьмом этапе после того как его сбила машина организаторов.
Несмотря на неудачу, вызванную Первой мировой войной в его карьере, он вернулся в строй в 1918 году и стал постоянным участником великих гонок того времени.
В начале 1919 года был одним из 87 гонщиков, которые приняли участие в велогонке Circuit des Champs de Bataille, чьи этапы проходили через города, опустошенные Первой мировой войной. Эта гонка запомнилась как самая сложная в истории велоспорта. Затем были Circuit du Midi (победа на этапе и в общем зачёте) и Вуэльта Таррагона (победа на этапе и второе место в общем зачёте).
Но трек привлекал его больше и он стал чаще участвовать в шестидневных велогонках, в частности в Италии, Франции или Соединённых Штатов (Нью-Йорке), до завершения карьеры в 1930 году. В 1925 году он вместе с Джузеппе Аццини, чемпионом Италии на шоссе среди любителей 1911 года, занял пятое место в шестидневной гонке в Нью-Йорке. Кроме того он был вице-чемпионом Франции в гонке за лидером 1925, уступив только чемпиону мира 1920 года и многократному чемпиону Франции Жоржу Сере.
Закончив свою велосипедную карьеру, Неффати остался в Париже, где он некоторое время жил напротив Vélodrome d'Hiver, и работал курьером сначала в газете L’Auto, а затем и в L’Équipe. Он женился на пианистке знатного польского происхождения; их дочь стала балериной в Парижской опере. Он умер в Париже в 1974 году после того как на работе его сбил трамвай.

## Достижения
1910
Победитель гонки на 50 км за мотоциклом
1912 год
Победитель гонки Тунис-Сусс
1913
 Чемпион Туниса на треке в индивидуальной гонке преследования
 Чемпион Туниса на треке в спринте
Обладатель приза Griffon Speed Prize
Лауреат Премии Ж.-Б. Луве
Тур де Франс — не финишировал
1914
 Чемпион Туниса в гонке за лидером
Победитель гонки Тунис-Габес
Тур де Франс — не финишировал
23-й на Париж — Тур
1917
9-й на Париж — Тур
1918
9-й на Париж — Тур
1919
Circuit du Midi
1-й в генеральной классификации
1-й этап
Вуэльта Таррагона
2-й в генеральной классификации
1-й этап
1921
7-й Шесть дней Парижа (с Эдуар Леонар)
1922
6-й Шесть дней Парижа (с Эрнест Катуда)
1923
11-й Шесть дней Парижа (с Марсель Дюпюи)
11-й Шесть дней Нью-Йорка (с Джузеппе Аццини)
1924
7-й Шесть дней Парижа (с Люсьен Луэ)
5-й Шесть дней Нью-Йорка (с Джузеппе Аццини)
1925
2-й на чемпионате Франции на треке в гонке за лидером

### Результаты на Гранд-турах
| Гранд-тур       | 1913           | 1914 |
| --------------- | -------------- | ---- |
| Джиро д’Италия  | –              | –    |
| Тур де Франс    | DNF            | DNF  |
| Вуэльта Испании | не проводилась |      |

DNF — не финишировал
— (прочерк) — не участвовал